# Mellach (Gemeinde Fernitz-Mellach)
Mellach ist eine Katastralgemeinde und ein Ortsteil der Gemeinde Fernitz-Mellach in der Steiermark im Bezirk Graz-Umgebung mit 1254 Einwohnern (Stand: 31. Oktober 2013). Bis zum 1. Jänner 2015 war Mellach eine eigenständige Gemeinde und wurde im Rahmen der steiermärkischen Gemeindestrukturreform mit der Gemeinde Fernitz zur neuen Gemeinde Fernitz-Mellach zusammengeschlossen.

## Geografie

### Geografische Lage
Mellach liegt circa 15 km südlich der Landeshauptstadt Graz in der Oststeiermark an der Mur, im Grazer Becken.

### Ortschaftsgliederung
Das Gebiet der Katastralgemeinde umfasst folgende drei Ortschaften (in Klammern Einwohnerzahl Stand 1. Jänner 2024):
- Dillach (402) samt Aue, Dillachegg und Dillachhöhe
- Enzelsdorf (292) samt Hölle und Vorstadt
- Mellach (720) samt Enzelsberg, Mellachberg, Murberg und Vorstadt

## Geschichte
Am 14. Februar 2006 wurde bei zwei aufgefundenen toten Schwänen der Erreger der Vogelgrippe H5N1, das Influenza-A-Virus H5N1, nachgewiesen, allerdings nicht in seiner für den Menschen gefährlichen Form. Am 1. Jänner 2015 wurde Mellach mit der Gemeinde Fernitz zur neuen Gemeinde Fernitz-Mellach zusammengeschlossen.

## Wirtschaft und Infrastruktur

### Verkehr
Mellach liegt abseits der Hauptverkehrsstraßen. Da im Gemeindegebiet keine Brücken über die Mur vorhanden sind, führen Straßenverbindungen nur in die Nachbargemeinden Fernitz und Wildon. Die Pyhrn Autobahn (A 9) ist über die Anschlussstelle Kalsdorf (194) in etwa 8 km erreichbar, die Grazer Straße (B 67) Richtung Leibnitz über Wildon ebenfalls in circa 8 km.
Im Gebiet der Katastralgemeinde befindet sich kein Bahnhof. Der nächstgelegene Bahnhof in Kalsdorf ist circa 6 km entfernt und bietet Zugang zur Südbahn mit stündlichen Regionalzug-Verbindungen nach Graz und Leibnitz.
Der Flughafen Graz ist circa 8 Kilometer entfernt.

### Ansässige Unternehmen
Der Verbund betrieb im Gebiet von Mellach ein Öl/Gas-Kombikraftwerk, welches durch die integrierte Kraft-Wärme-Kopplung nicht nur Strom, sondern auch Wärme liefert und höchste ökologische Anforderungen erfüllt. 1996 wurde das Kraftwerk als sauberste und beste Anlage Europas mit dem Öko-Audit zertifiziert. 2007 wurde am selben Standort der Bau eines 850 MW starken Gas- und Dampfkraftwerk Mellach genehmigt, welches am 22. Juni 2012 offiziell vom Generalunternehmer Siemens an den Verbund übergeben wurde. Insgesamt werden damit rund 2 Millionen Tonnen CO2 emittiert, was den gesamten CO2-Ausstoß des Bundeslands Steiermark um rund 20 % erhöht.
Das Öl/Gas-Kraftwerk mit 175 m hohem, zweizügigem Schlot wurde im Sommer 2017 abgerissen, wofür in mehreren Wochen im Juli 2017 ein samt Ausgleichsgewichten 1000 t schwerer Raupenkran aufgebaut worden ist. Das nahe gelegene Steinkohlekraftwerk wurde im April 2020 stillgelegt. Das moderne Gasturbinen-Dampfturbinen-Kombikraftwerk wollte der Eigner Verbund verkaufen oder einmotten, hat jedoch im März 2017 entschieden es zu behalten und setzt es bedarfsflexibel untertags seit Mai 2017 ein.
In der Nähe befindet sich außerdem das Mur-Wasserkraftwerk Mellach, ein Laufkraftwerk.

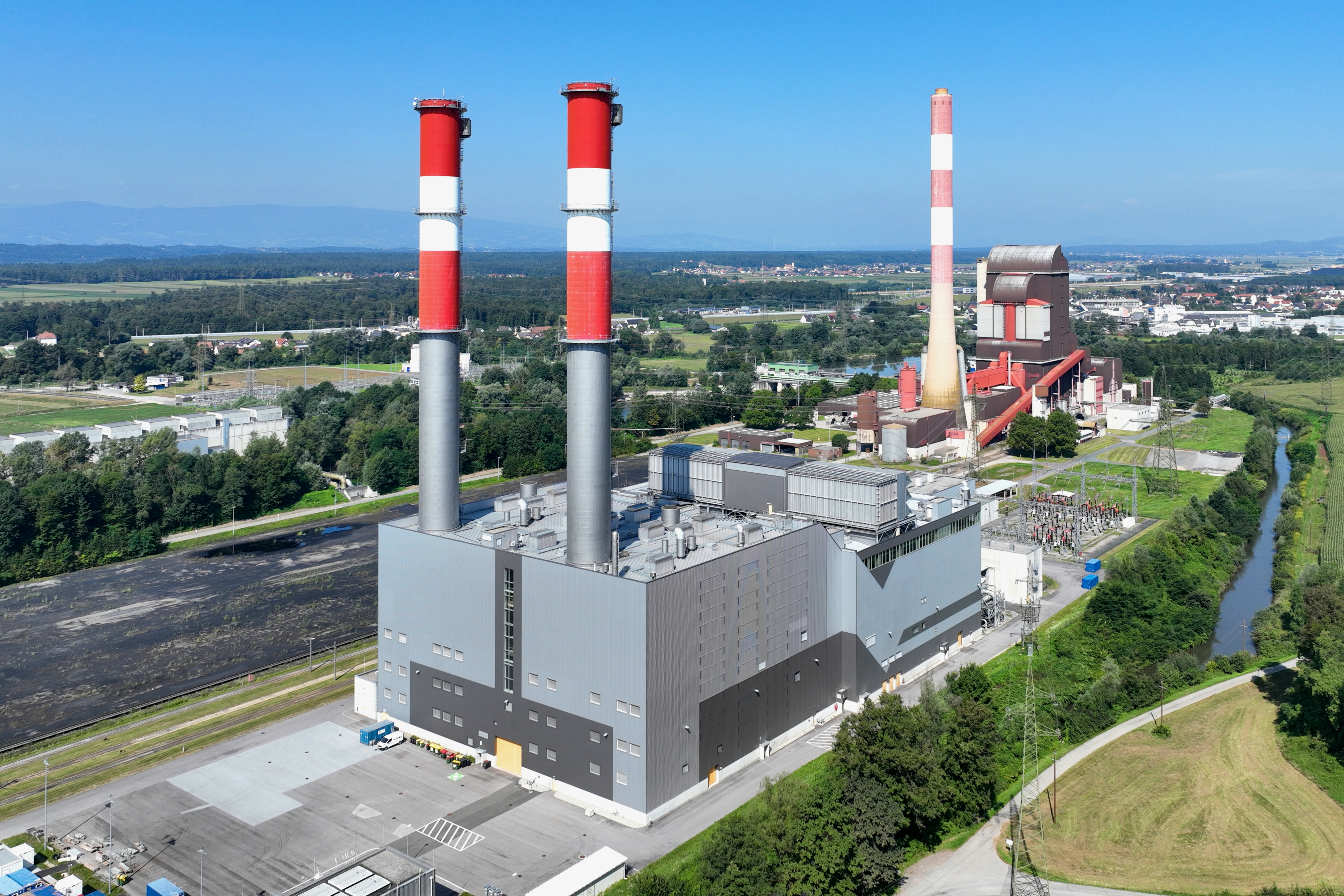
Gas-Kombikraftwerk Mellach
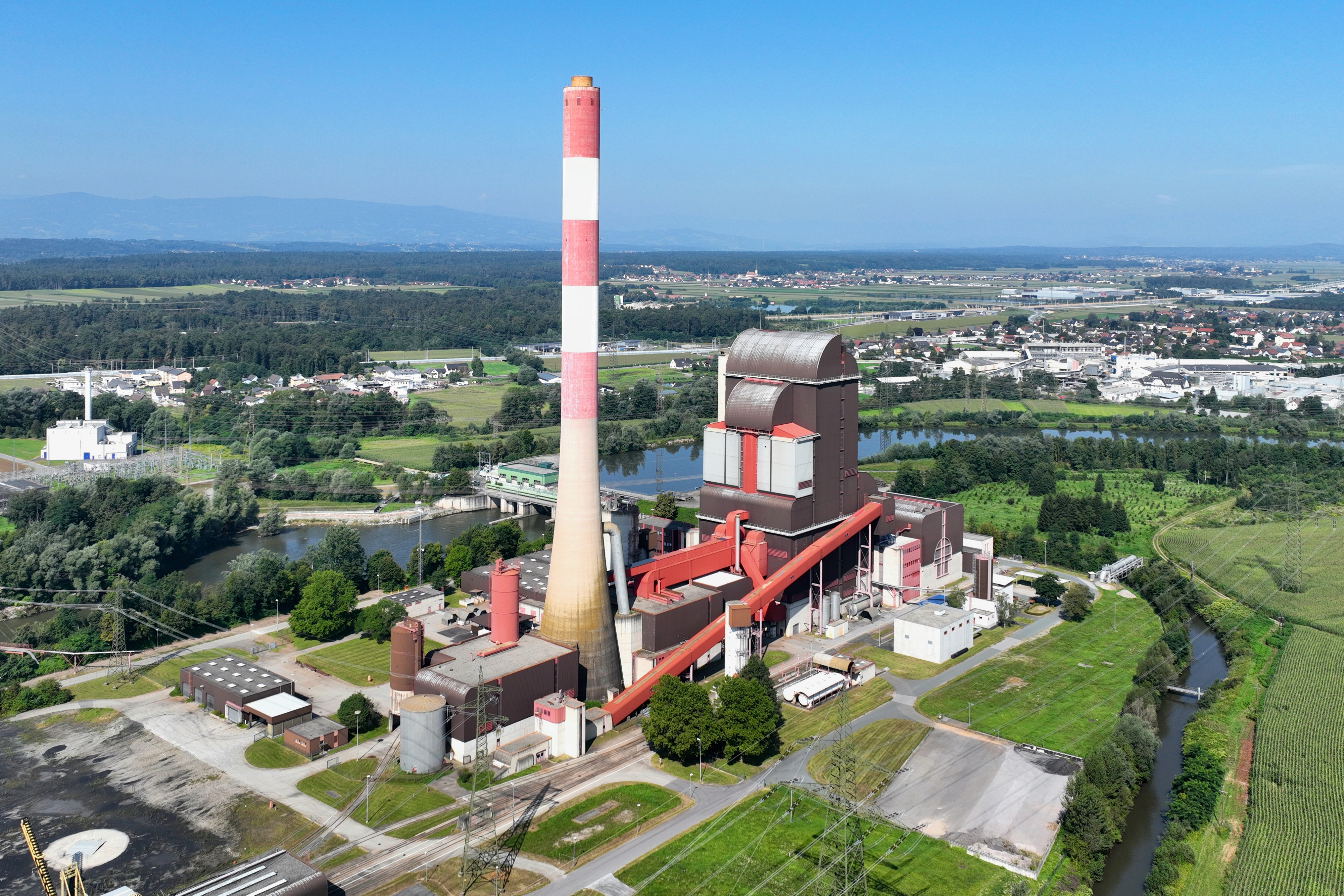
Fernheizkraftwerk Mellach
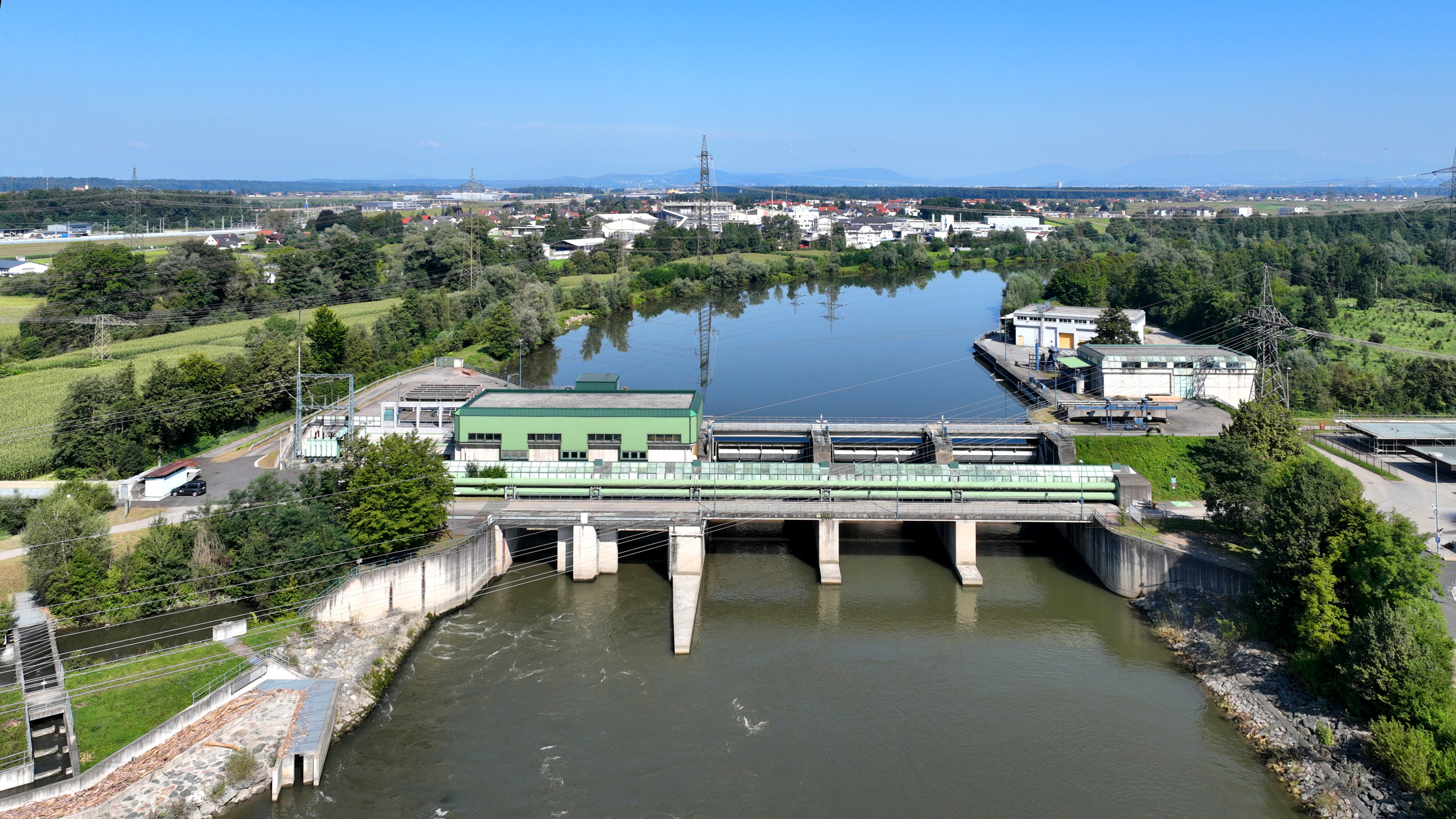
Laufkraftwerk Mellach

## Politik

### Bürgermeister
Letzter Bürgermeister der Gemeinde war bis zum 31. Dezember 2015 Johann Wagner von der ÖVP.
Bürgermeister seit Mai 1945:
- 1945–1945 Franz Trummer
- 1945–1950 Jakob Wagner
- 1950–1955 Michael Trauttmannsdorff
- 1955–1980 Herbert Rozinski
- 1980–1998 Josef Liebmann
- 1998–2014 Johann Wagner

### Gemeinderat
Der Gemeinderat setzte sich nach den Wahlen von 2010 wie folgt zusammen:
- 11 ÖVP,
- 3 SPÖ und
- 1 Die Grünen.

## Persönlichkeiten der ehemaligen Gemeinde

### Ehrenbürger
- 1954 Michael Trauttmansdorff, Bürgermeister der Gemeinde Mellach
- 1968 Alois Biernatzki, Volksschuldirektor
- 1968 Josef Liebmann, Bürgermeister der Gemeinde Mellach
- 1984 Josef Krainer jun. (1930–2016), Landeshauptmann
- 2008 Johann Wagner, Bürgermeister der Gemeinde Mellach

### Söhne und Töchter der Gemeinde
- Maximilian Liebmann (1934–2022), römisch-katholischer Theologe und Kirchenhistoriker, geboren im Ortsteil Dillach